# Radek Novotný (orientační běžec)
Radek Novotný (* 20. října 1974 Hradec Králové) je bývalý český reprezentant v orientačním běhu. Největšího úspěchu dosáhl v roce 2001, kdy na MS získal bronzovou medaili ve štafetě ve složení Michal Horáček, Michal Jedlička, Radek Novotný a Rudolf Ropek.
Mezi lety 2003–2018 působil jako trenér české reprezentace v orientačním běhu. Od roku 2022 je trenérem rakouské reprezentace.

## Sportovní kariéra

### Umístění na MS
| Tampere 2001  |  | 35. místo | 3. místo  |
| Västeras 2004 |  | 24. místo | 11. místo |

| Akademické mistrovství světa v orientačním běhu | Akademické mistrovství světa v orientačním běhu | Akademické mistrovství světa v orientačním běhu | Akademické mistrovství světa v orientačním běhu |
| Rok                                             | Krátká                                          | Klasika                                         | Štafety                                         |
| ----------------------------------------------- | ----------------------------------------------- | ----------------------------------------------- | ----------------------------------------------- |
| Trondheim 1998                                  | 16. místo                                       | 21. místo                                       | 3. místo                                        |

| Mistrovství světa juniorů v orientačním běhu | Mistrovství světa juniorů v orientačním běhu | Mistrovství světa juniorů v orientačním běhu | Mistrovství světa juniorů v orientačním běhu |
| Rok                                          | Krátká                                       | Klasika                                      | Štafety                                      |
| -------------------------------------------- | -------------------------------------------- | -------------------------------------------- | -------------------------------------------- |
| Catelrotto 1993                              | 23. místo                                    | 26. místo                                    |                                              |
| Gdyně 1994                                   | 8. místo                                     | 6. místo                                     | 12. místo                                    |

### Umístění na MČSR
| Mistrovství Československa v orientačním běhu | Mistrovství Československa v orientačním běhu | Mistrovství Československa v orientačním běhu | Mistrovství Československa v orientačním běhu | Mistrovství Československa v orientačním běhu | Mistrovství Československa v orientačním běhu | Mistrovství Československa v orientačním běhu | Mistrovství Československa v orientačním běhu |
| Ročník                                        | Kategorie                                     | Klasická trať                                 | Krátká trať                                   | Dlouhá trať                                   | Noční                                         | Členství v klubu                              |                                               |
| --------------------------------------------- | --------------------------------------------- | --------------------------------------------- | --------------------------------------------- | --------------------------------------------- | --------------------------------------------- | --------------------------------------------- | --------------------------------------------- |
| MČSR 1989                                     | H15 - mladší dorostenci                       | 6. místo                                      |                                               |                                               |                                               | OK Slavia Hradec Králové                      |                                               |
| MČSR 1990                                     | H15 - mladší dorostenci                       | 4. místo                                      |                                               |                                               |                                               | OK Slavia Hradec Králové                      |                                               |
| MČSR 1990                                     | H15 (17) - dorostenci                         |                                               | 14. místo                                     |                                               |                                               | OK Slavia Hradec Králové                      |                                               |
| MČSR 1991                                     | H15 (17) - dorostenci                         |                                               | 19. místo                                     |                                               |                                               | OK Slavia Hradec Králové                      |                                               |
| MČSR 1991                                     | H17 - starší dorostenci                       | 3. místo                                      |                                               | 13. místo                                     |                                               | OK Slavia Hradec Králové                      |                                               |
| MČSR 1992                                     | H15 (17) - dorostenci                         |                                               | 3. místo                                      |                                               |                                               | OK 99 Hradec Králové                          |                                               |
| MČSR 1992                                     | H17 - starší dorostenci                       | 1. místo                                      |                                               |                                               |                                               | OK 99 Hradec Králové                          |                                               |
| MČSR 1992                                     | H17 - starší dorostenci                       |                                               |                                               | 2. místo                                      |                                               | OK Slavia Hradec Králové                      |                                               |

### Umístění na MČR
| Mistrovství České republiky v orientačním běhu | Mistrovství České republiky v orientačním běhu | Mistrovství České republiky v orientačním běhu | Mistrovství České republiky v orientačním běhu | Mistrovství České republiky v orientačním běhu | Mistrovství České republiky v orientačním běhu | Mistrovství České republiky v orientačním běhu | Mistrovství České republiky v orientačním běhu |
| Ročník                                         | Kategorie                                      | Klasická trať                                  | Krátká trať                                    | Sprint                                         | Dlouhá trať                                    | Noční                                          | Členství v klubu                               |
| ---------------------------------------------- | ---------------------------------------------- | ---------------------------------------------- | ---------------------------------------------- | ---------------------------------------------- | ---------------------------------------------- | ---------------------------------------------- | ---------------------------------------------- |
| MČR 1993                                       | H20 - junioři                                  | 5. místo                                       | 9. místo                                       |                                                | 5. místo                                       |                                                | OK 99 Hradec Králové                           |
| MČR 1994                                       | H20 - junioři                                  | 1. místo                                       | 1. místo                                       |                                                |                                                |                                                | OK 99 Hradec Králové                           |
| MČR 1996                                       | H21 - muži                                     | 17. místo                                      | 17. místo                                      |                                                |                                                |                                                | OK 99 Hradec Králové                           |
| MČR 1997                                       | H21 - muži                                     | 5. místo                                       | 18. místo                                      |                                                |                                                |                                                | OK 99 Hradec Králové                           |
| MČR 1998                                       | H21 - muži                                     | 16. místo                                      |                                                |                                                | 4. místo                                       |                                                | OK 99 Hradec Králové                           |
| MČR 1999                                       | H21 - muži                                     | 4. místo                                       | 20. místo                                      |                                                | 3. místo                                       |                                                | OK 99 Hradec Králové                           |
| MČR 2000                                       | H21 - muži                                     | 24. místo                                      | 13. místo                                      | 10. místo                                      |                                                |                                                | OK 99 Hradec Králové                           |
| MČR 2001                                       | H21 - muži                                     |                                                |                                                | 15. místo                                      |                                                |                                                | Dukla Liberec                                  |
| MČR 2002                                       | H21 - muži                                     | 15. místo                                      | 8. místo                                       |                                                |                                                |                                                | Dukla Liberec                                  |
| MČR 2002                                       | H21 - muži                                     |                                                |                                                | 17. místo                                      |                                                |                                                | OK 99 Hradec Králové                           |
| MČR 2003                                       | H21 - muži                                     | disk                                           |                                                |                                                |                                                |                                                | OK 99 Hradec Králové                           |
| MČR 2004                                       | H21 - muži                                     | disk                                           |                                                | 14. místo                                      | 4. místo                                       | 6. místo                                       | OK 99 Hradec Králové                           |
| MČR 2005                                       | H21 - muži                                     | 50. místo                                      | 31. místo                                      | disk                                           |                                                | 8. místo                                       | OK 99 Hradec Králové                           |
| MČR 2006                                       | H21 - muži                                     | 22. místo                                      | 13. místo                                      |                                                |                                                |                                                | OK 99 Hradec Králové                           |
| MČR 2007                                       | H21 - muži                                     | 41. místo                                      | 31. místo                                      | 54. místo                                      |                                                |                                                | OK 99 Hradec Králové                           |
| MČR 2009                                       | H21 - muži                                     |                                                | 49. místo                                      |                                                | disk                                           |                                                | OK 99 Hradec Králové                           |